# Yū Kimura (Fußballspieler)
Yū Kimura (japanisch 木村 裕 Kimura Yū; * 3. Juni 1994 in Kashiwa) ist ein ehemaliger japanischer Fußballspieler.

## Karriere
Kimura erlernte das Fußballspielen in der Jugendmannschaft von Kashiwa Reysol. Hier unterschrieb er 2013 auch seinen ersten Profivertrag. Der Verein spielte in der ersten japanischen Liga, der J1 League. Für Kashiwa absolvierte er elf Erstligaspiele. 2015 wechselte er zum Zweitligisten V-Varen Nagasaki nach Nagasaki. 2017 wurde er mit dem Verein Vizemeister der zweiten Liga und stieg in die erste Liga auf. Für den Verein absolvierte er 68 Ligaspiele. Im Juni 2018 wechselte er zum Drittligisten Kataller Toyama. Für den Verein absolvierte er 14 Ligaspiele. 2019 wechselte er zum Ligakonkurrenten AC Nagano Parceiro nach Nagano. Für Nagano stand er 26-mal in der dritten Liga auf dem Spielfeld. 
Am 1. Februar 2021 beendete Kimura seine Karriere als Fußballspieler.

## Erfolge
Kashiwa Reysol
- J.League Cup

Sieger: 2013